# Anisodes warreni
Anisodes warreni là một loài bướm đêm trong họ Geometridae.